# Roudouallec
Roudouallec (bret. Roudoualleg) – miejscowość i gmina we Francji, w regionie Bretania, w departamencie Morbihan.
Według danych na rok 1990 gminę zamieszkiwały 772 osoby, a gęstość zaludnienia wynosiła 31 osób/km² (wśród 1269 gmin Bretanii Roudouallec plasuje się na 682. miejscu pod względem liczby ludności, natomiast pod względem powierzchni na miejscu 377.).